# 本田Beat
本田Beat（日语： Honda Bīto）是日本本田汽車生產的一款中置後驅輕型雙座敞篷車，於1991年5月至1996年2月間生產。Beat是本田宗一郎在1991年去世前最後一輛批准的汽車。生產總數約為33600輛。大部分在第一年生產 (約 2/3) , 之後生產和銷售量大幅下降。這款車的設計方案來自於賓尼法利納, 隨後設計方案賣給了本田。Beat是設計來享受日本輕型車稅率優惠的許多車型其中之一。
Beat有兩個主流型號 (PP1–100和 PP1–110) 和幾個限量版版本。第一個型號的變化只是外觀上的更新。只有第二個型號有機械結構上的差異。所有的汽車都提供了駕駛側車側安全氣囊的選擇。這款汽車只在本田日本的經銷管道 Honda Primo 銷售。
遵循本田的傳統慣例，Beat 的引擎沒有使用機械或渦輪增壓器。656 CC (40立方英吋)的引擎經過修改並使用了MTREC系統，三個汽缸各自的獨立節流閥，可在8100rpm 時產生最大64匹馬力 (63bhp)，電子限速在135公里(84英哩)。Beat只有手排型號。MTREC 的設計後來流用到 1993 年的輕型車本田Today上。
Beat是二十世紀九十年代代初一波輕型跑車風潮的一部份。它的競爭者包括鈴木Cappuccino和馬自達的 Autozam AZ-1。他們啟發了十幾年後Smart Roadstar的到來。而在日本，直到2002年的大發Copen 才再見到這種類型的新車型。
2010年5 月9號，作為Beat車主聚會的一部份，在茂木雙環賽道舉辦了一場遊行。569輛本田Beat 參加了遊行，被金氏世界紀錄認可為最大的本田車遊行。紀錄列在2011年版的金氏世界紀錄。

## 版本
不同版本:
標準配備: 空調，電動窗，三點式安全帶, 遮陽板，前防傾桿，前夾層玻璃，側邊強化玻璃，鹵素頭燈, 軟頂, 車輪鋼圈。
1992.02: F 特別版，"阿玆提克珍珠綠"車色及鋁製輪圈。
1992.05: C 特別版，"Captiva 珍珠藍"及白色鋁圈。
1993.05: Z 特別版，"刀鋒金屬銀" 或 "金屬綠" 車色 ，三環儀表，擋泥板、後擾流、排氣管飾管及鋁圈。

## 後繼型號
2009年，Best Car 報導了本田對於 Beat 後繼車型的計劃. 它會是前置引擎車型，使用本田Life和Zest的平台和660cc引擎。 前置引擎Beat 可能是過時的謠言。MotorTrend 2010 年六月報導了本田提出的專利顯示Beat 的後繼者可能是中置引擎。
2013 年本田展出 Honda S660 CONCEPT, 2015年開始正式銷售本田S660。

## 媒體曝光
Beat 和 大發Mira, 三菱Minica DANGAN一起在受歡迎的英國汽車節目 Top Gear 中出場，受到主持人 杰里米·克拉克森 贊賞。
它也在 Gran Turismo 2 (無限改裝版本), Sega GT, Gran Turismo PSP, Gran Turismo 4, Gran Turismo 5, Gran Turismo 6 和超級任天堂的 《Kat's Run - キャッツ・ラン 全日本Kカー選手権》當中出現。